# Netflix
Netflix（ネットフリックス）は、アメリカ合衆国のビデオ・オン・デマンド・ストリーミング・メディア・サービス。2007年に設立された、最も加入者数の多いビデオ・オン・デマンド・ストリーミング・メディア・サービスであり2023年3月現在、加入者数は2億3250万人である。

## 歴史

### ストリーミングサービスの開始
2007年1月、Netflix社は自社のコアビジネスを、それまでのDVDレンタルサービスからビデオ・オン・デマンド方式によるストリーミング配信サービスに移行した。
2012年10月にはエミー賞より、ストリーミング配信を世に広めた功績が讃えられ、同賞の技術開発部門であるプライムタイム・エミー・エンジニアリング賞を受賞。

### 競争の激化とコンテンツ、プランの多様化
Disney+やParamount+など新興配信サービス勢がコンテンツを囲い込んでNetflixへの供給を減らしながら加入者数を急速に伸ばす中、Netflixは自社が権利を独占するオリジナル作品を増やすとともに通販やゲームなどへの進出も進めた。

#### スポーツ配信
2024年以降、スポーツの試合を配信し始めた。
- テニス
  - 2024年3月3日、ラファエル・ナダルとカルロス・アルカラスのエキシビション・マッチを生配信した[9]。
- ボクシング
  - 2024年3月7日、マイク・タイソンとYouTuberのジェイク・ポールのボクシングの試合を生中継すると発表した[10]。2024年11月にNetflixオリジナル番組として配信される[11]。
- プロレス
  - 2024年1月23日、プロレス団体のWWEと契約を結び、2025年1月以降の複数国でのWWE・ロウの放送権を得たことを発表した[12]。当初はアメリカ、カナダ、イギリス、ラテンアメリカで配信され、その後は他の地域でも配信される。アメリカ国外では、WWEの他の番組（ロウ、スマックダウン、NXT、ペイ・パー・ビュー、ドキュメンタリー)の配信権も得た[13]。Netflixは10年間にわたり毎年5億ドルを支払う[14][15][16]。
- アメリカンフットボール
  - 2024年のクリスマスに2試合を、さらに2025年と2026年のクリスマスにも最低1試合ずつを全世界で配信する契約をNFLと結んだ[17]。

#### オリジナル作品の削除
配信サービス間の競争激化により、かつてNetflixオリジナルとして配信されていた作品の削除が相次いだ。
- Paramount+
  - 2021年11月にはアメリカ・カナダ以外でNetflixオリジナルとして配信されていた、競合する配信サービスであるParamount+製作のシリーズ『スタートレック:ディスカバリー』の全シーズンがラインアップから削除された。

- Disney+
  - 2022年2月末には、全世界でNetflixオリジナルとして配信されていた『デアデビル』など、競合配信サービスであるDisney+とともにウォルト・ディズニー・カンパニーの傘下にあるマーベルの全6シリーズが[18]、さらにいくつかの地域でNetflixオリジナルとして配信されていた、やはりディズニー傘下のFXの『POSE/ポーズ』が[19]、またやはりディズニー傘下の20th テレビジョン制作で全世界でNetflixオリジナルとして配信されていた『サウンドトラック』が削除された[20]。その後、マーベル作品については同年3月16日からDisney+のサービス展開地域にて順次配信されることがディズニーから発表された[21]。

- 独占配信作品
  - そのほか、「21 サンダー」や「恋は不意打ち」など、他社製作作品を製作国以外でOriginalとして独占配信していた作品の、配信開始から数年後の契約切れによる削除が相次いでいる。

#### パスワード・シェアリング禁止
かつてNetflixは、同時視聴デバイス数を制限した上で、パスワードのシェアを会員に推奨していた歴史がある。しかしながら、会員数の伸びが鈍るにつれ、一転してパスワードのシェアを禁止して増収につなげようとする試みを始めた。競合サービスへの流出を警戒しながら、一部地域から試験的に禁止施策を適用し、会員の反応を見て調整しては対象地域を拡大している。一部地域では、追加費用でサブアカウントを増やす施策を開始しており、これに伴ってプロフィールを移行する機能を追加した。家庭だけでなく旅行中でも視聴できる便利さを損なわずにシェアを禁止することに課題があり、具体的にどのように強制的に禁止するのかは明らかにされていない。
2022年7月19日、中南米の一部地域で視聴箇所を一か所に限り、アメリカドル$2.99の追加費用でサブアカウントを増やす施策を発表した。2023年2月8日、ラテンアメリカと同様ではあるが、視聴箇所の追加費用を増額した施策をカナダ、ニュージーランド、ポルトガル、スペインにも拡大することを明らかにした。この時点で、カナダにおけるサブアカウント追加費用はアメリカドルで約$6であった。2023年5月、アメリカなど100以上の国でパスワード共有の禁止を始め、アメリカでのサブアカウント追加費用は$7.99ドルとした。2023年7月、日本を含む全世界でパスワード共有の禁止を始めたが、すべての地域でサブアカウント追加機能を提供しているわけではない。

#### 広告つきプランの導入とベーシックプランの受付停止
広告付きの低価格プラン導入について、Netflixは当初否定的な立場であった。しかし、同業他社が広告付きの低価格プランを導入済みまたは導入する計画があり、前述の2022年4月と同年7月に会員数が連続して減少したことを受けて、Netflixも広告付きの低価格プランを導入せざるを得なくなった。2022年7月13日には、広告付きプラン導入の一環として、技術開発や営業協力などの面でマイクロソフトと提携することを発表した。
2022年10月13日、広告付きプランを、当初の予定を前倒しする形で日本や欧米などの12か国で同年11月上旬から順次導入することを発表した。日本では同月4日1時から広告つきベーシックプランの提供を開始した。
広告つきベーシックプランでは1時間当たり平均4分から5分の広告が挟まれ、当初はダウンロード機能が利用できない代わりに通常のベーシックプランと比べて200円安くなっていた。また、画質は最大720pのHD画質で配信された。その後の2023年4月18日、1080pのフルHDに引き上げると共に同時ストリーミング視聴できるデバイス数も2台に拡大し、ダウンロードも可能となり、名称も広告付きスタンダードプランとした。なお、広告つきプラン開始時点ではApple TVやChromecastなどの一部デバイスには非対応となっている場合があった。また、一部の作品については内容の性質上から広告を一切挿入しない場合もあるとしている。
2023年6月、カナダでベーシックプランの新規受付を停止し、7月にはアメリカおよびイギリスで、10月には日本でも停止された。また、既存会員を含むベーシックプランの完全廃止も順次行っており、2024年1月にイギリスとカナダにおいて、同月7月以降にアメリカとフランスで実施されている。。
その一方で連続して3話分を視聴すると4話以降は広告が表示されなくなる「イッキ見広告（仮称）」を2024年第1四半期から全世界で導入予定であることを2023年11月に明らかにしている。

#### その他
2020年1月20日、スタジオジブリの21作品の配信権を獲得。アメリカと日本を除く世界191カ国で2月から4月にかけて順次配信すると発表した。2024年3月21日、スタジオジブリとの間で同社作品のストリーミング配信契約を延長した。併せて、同スタジオの最新作である『君たちはどう生きるか』も同年内に配信予定であることを発表した。
2024年5月、Xfinityのユーザー向けにNetflixとPeacock、Apple TV+のバンドルプランの提供を開始した。
2024年8月20日、これまで諸事情により、配信する事が出来なかったスタジオジブリ作品の『火垂るの墓』を同年9月16日から配信開始することを発表した。この時点では同作品におけるNetflixでの配信に関してはアメリカも対象となっていたものの、日本では他のジブリ作品と同様に配信の対象外となっていた。その後、2025年5月15日に日本でも同年7月15日から同作品を配信することを発表した。日本のNetflixでスタジオジブリ作品が配信されるのは同作品が初めてとなる。
2025年5月20日、セサミワークショップとの間で配信契約を締結し、同社が製作している子供番組『セサミストリート』を同年後半から世界配信する事を発表した。

### ロゴの変遷

2000年 - 2014年のロゴ
2014年から使われているロゴ
2016年から使われている「シンボル」[68]

## ストリーミングサービス

### 映像ストリーミングサービス
"Watch Instantly（ウォッチインスタントリー）"の名称で始まった映像ストリーミングサービスでは、DVDを借りることなく映画やテレビ番組、アニメ作品などを鑑賞できる、パソコンや家庭用ゲーム機、スマートテレビ、ブルーレイプレーヤー等を使ったインターネット経由のビデオ・オン・デマンドサービスである。ただし、DVDレンタル事業が終了したわけではなく、2011年には同社から双方の事業を将来も併存していくことが発表されている。
オンデマンドでテレビ番組を見る際、エピソードを毎回選び直す必要はなく、任意のシーズンBox内で前回鑑賞し終えたエピソードの次の回がデフォルトで表示される。
また、"Friends"という機能では、登録した友人が現在何のDVDを保持しているのか、またどの映画をキューに入れているのか、鑑賞した映画にどのような点数を付けたのかまでわかる仕組みになっている。

### 提供地域

Netflixの動画配信サービスの2022年3月時点の提供地域:
提供中
現時点で提供予定なし

世界190以上の国で配信サービスを行っている。
動画配信を行っていない国をあえて挙げるとすると、中華人民共和国（香港特別行政区、澳門特別行政区を除く）、シリア、クリミア、北朝鮮、ロシアである。ただし、中華人民共和国ではiQIYIにオリジナル作品のライセンス提供を行っている。
配信サービスを行う190以上の国のうち、10カ国に支社を持つ。各国のさまざまな税や規制を免れており、カナダでは政治的な問題ともなっているほか、日本でも東京国税局から申告漏れを指摘されたことが2022年3月に報じられている。

#### カナダ
2010年より、ストリーミングのみのサービスを開始した。

#### 中南米
2011年には、カリブ海地域、メキシコ、中南米でもストリーミングサービスを開始。

#### 日本
2015年2月、日本でのストリーミング配信サービスを開始することを発表。それと同時に日本法人としてNetflix株式会社が設立された。6月にはフジテレビとのコンテンツ制作提携を発表し、同局の人気番組『テラスハウス』の新シーズンおよびオリジナル番組『アンダーウェア』の製作・配信を行うとした。8月には大手通信キャリアであるソフトバンクと業務提携を行い、ソフトバンクのユーザーを対象に申込受付から料金請求までを一貫して提供するサービスを開始。
2015年9月1日夜からストリーミングのみのサービスが開始された（4Kコンテンツも同日配信開始）。同年以降に発売される一部のテレビはNetflix対応となり、リモコンには専用ボタンが設けられた（後述）。
サービス開始告知には、Netflixが制作会社と直接契約し、海外での独占配信権を取得しているアニメ『シドニアの騎士』の本編映像を使った動画が配信された。
2018年8月23日、日本進出後の3年間で初めてとなる値上げを発表した。但し、この時点ではiTunes Store経由でNetflixを契約しているユーザーに関しては値上げの対象外だったが、2019年6月下旬から順次、該当ユーザーに関しても値上げを行っていく事を、電子メールにて通知した。
2021年2月5日、新型コロナウイルスに伴う巣ごもり需要による会員数増加やオリジナル作品の充実を背景として、2度目となる値上げを実施。プレミアムプランを除く各プランをそれぞれ110円から170円引き上げた。
2024年10月10日、3度目となる値上げ実施。各プランをそれぞれ100円から310円引き上げた。
2024年6月までに会員数は1,000万人に達した。
なお、日本法人（Netflix合同会社）は会員からの問い合わせ業務と国内の制作会社から配信権を取得する契約業務のみを行い、配信サービスの展開はオランダの法人が担当している。

##### テレビ局・動画配信サービスとの協業
2015年9月のサービス開始時にフジテレビとの共同製作による『テラスハウス』の新シーズンや『アンダーウェア』といった日本オリジナルの作品がラインアップされた。2024年7月からはドラマ・バラエティ番組などの一部を世界配信する予定。
2015年には日本放送協会（NHK）との間で同局制作番組を提供することで合意した。また、2016年には『ドラマ 東京裁判』でパートナーシップを結んでいる。
2021年10月、Netflix合同会社はTBSテレビと提携し、同年10月から放送している日曜劇場『日本沈没-希望のひと-』を地上波放送直後の毎週月曜（日曜深夜）0時から約30言語に字幕翻訳した上で世界配信した。その後、2022年10月から火曜ドラマ『君の花になる』、2023年1月から金曜ドラマ『100万回 言えばよかった』、同年4月から金曜ドラマ『ペンディングトレイン-8時23分、明日 君と』も本放送翌日からそれぞれ世界配信している。また、Netflixのオリジナル作品として、リアリティ番組『未来日記』のリブート版やドラマ『離婚しようよ』を順次共同制作することを2021年10月6日に発表したほか、2022年11月にTBS傘下の製作会社であるTHE SEVENとの間で戦略的提携を結んでいる。
日本テレビもアジア24か国において、同局制作のドラマやバラエティ番組など、30作品の配信を2021年10月に開始。2022年3月には長寿バラエティー番組『はじめてのおつかい』を世界配信し、各国において高い反響を呼んだ。2023年3月に初の共同制作となるバラエティー番組『名アシスト有吉』を世界配信した。
テレビ東京も2022年4月に配信を開始したドラマ『ヒヤマケンタロウの妊娠』において、共同制作を行うことを発表した。
テレビ朝日も2022年7月から木曜ドラマ『六本木クラス』、2023年7月から火曜9時枠の連続ドラマ『シッコウ!!〜犬と私と執行官〜』の配信を行うなど、在京キー局各社との提携が進んでいる。
東京メトロポリタンテレビジョン（TOKYO MX）も2024年8月から放送開始予定のドラマ『サバエとヤッたら終わる』を独占配信する予定。同局制作の番組が本サービスにて独占配信されるのは初めてとなる。
2023年2月、同業の動画配信サービスを提供しているABEMA（サイバーエージェントとテレビ朝日の合弁会社）との間でコンテンツパートナーを締結したことを発表した。ABEMAは同サービスで人気番組となっている『オオカミくん（ちゃん）には騙されない』や『恋愛ドラマな恋がしたい』の最新作を制作し、Netflixにて世界配信するとしている。

#### 韓国
2016年よりストリーミングのみのサービスを開始。
2018年、韓国の通信事業者、LGユープラスとコンテンツ配信契約を結ぶ。この提携に対して、韓国の地上波放送局が加盟する韓国放送協会は「メディア産業の生態系が破壊されかねない」として、政府当局に対応を求めた。
2020年10月23日、韓国のアニメ製作スタジオであるスタジオミールと、日本のアニメ制作スタジオ3社（アニマ&カンパニー、サイエンスSARU、MAPPA）と共に、包括的業務提携を結ぶ。
2021年1月6日、ソウル近郊に位置する京畿道の坡州市と漣川郡に2つのプロダクション施設を設立。
2021年2月25日、韓国で開催されたオンライン記者会見「See What’s Next Korea 2021」にて、2021年に韓国発の作品に約5500億ウォン（約520億円）を韓国コンテンツに投資することを、Netflixコンテンツ部門バイス・プレジデント（韓国、東南アジア、オーストラリア、ニュージーランド）のキム・ミニョンが発表した。
2023年4月24日、共同最高経営責任者（CEO）のテッド・サランドスは訪米中の韓国大統領尹錫悦と面会した上で、今後4年間韓国発の作品に25億ドル（約3350億円）を投資することを発表した。

#### ヨーロッパ
2012年よりイギリス、アイルランド、ノルウェー、デンマーク、スウェーデン、フィンランドでストリーミングのみのサービスを開始。2013年にはオランダでも開始。
2022年2月22日、Netflixはフランスの映画業界団体との間で協定を結び、次の3年間にフランス語で制作される最低でも10本の映画に対して、年間で最低3000万ユーロ（約39億円）を出資し、代わりにこれらの作品を劇場公開15か月後から7か月間独占配信出来る権利を取得した。フランス国内では劇場公開から36か月（3年）間はストリーミング配信することが法律により禁止されているが、2017年の第70回カンヌ国際映画祭において、劇場未公開のまま、Netflixにおいて配信された一部の映画作品が同映画祭のコンペティション部門で上映されたため、映画業界から批判があがっていた。
2022年3月1日、ロシアでは同日から契約者が10万人を超える国内の配信サービスにおいて、国営メディア傘下のチャンネル配信を義務付ける規則が導入されたが、Netflixは前月に発生したロシアによるウクライナ侵攻を理由にこれらのチャンネル追加を拒否している。その後、同国内でのサービス提供を停止したことが同月6日にロイター通信の取材により明らかになった。

### 主な配信作品

#### 配信作品の分類と定義
配信作品のラインアップはサービスを行う国・地域によって異なるが、以下のように分類される。
- Netflixオリジナル作品
  - Netflix製作作品[注釈 14]
    - Netflix単独で製作発注　あるいは 他社が製作発注した作品の全世界の独占配信権をNetflixが獲得[注釈 15]
    - Netflixと他社の共同製作発注
    - 他社製作作品の続編をNetflixが製作発注

  - 他社製作作品をNetflixが一部の国で独占配信（ライセンス取得）[注釈 16]
- Netflixオリジナル以外の作品

複数シーズン/シリーズに渡る作品の場合、シーズン/シリーズ毎にNetflixでの配信が契約されるため、続編が配信されない作品もある。

#### Netflixオリジナル作品

##### 概要
Netflixは他局製作の作品を配信するほか、早くから自社製作によるオリジナル作品を配信し、さらに他局製作作品の一部を地域によってはオリジナル作品と称して配信してきた。当初、オリジナル作品のほとんどは英語作品であったが、非英語圏での視聴者の拡大にともない、非英語の作品が増大している。また、他の配信業者との競合により、その企業系列の放送局の作品の配信は減少しており、結果として全配信作品におけるオリジナル作品の割合は増大している。

##### Netflixオリジナル作品の国・地域ごとの配信の仕組み
Netflixオリジナル作品は全世界的に配信されることが多いが、以下の理由により特定の国・地域に限定されることがある。
- Netflixが進出していない一部の国・地域において、Netflixが製作した作品のライセンスを他社に販売することがある[注釈 18]。
- 他社作品を独占的に配信する場合、全ての国・地域ではライセンスを取得できず、一部の国・地域では他社が取得することがある[注釈 19]。
- 作品の言語・内容が特殊なため、オリジナルとしての配信を一部地域に限定することがある[注釈 20]。

日本で製作されたNetflixオリジナル作品の配信ライセンスには、以下のようなパターンが存在する。
- 日本を含む全世界でオリジナルとして独占配信（『BLAME!』）
- 日本ではテレビ放送に先駆けてオリジナルとして独占先行配信し、全世界でもオリジナルとして独占配信（『アンダーウェア』）
- 日本では非オリジナルとして配信し、日本国外でオリジナルとして独占配信（『シドニアの騎士』）

他社製作作品あるいは他社と権利を共有する作品の場合、契約の終了によりNetflixオリジナル作品でも配信が終了することがある。

##### Netflixオリジナル作品の歴史
2008年1月時点で、金額ベースでNetflixオリジナル作品の約半数に上る買付・製作をRed Envelope Entertainment（旧社名: Netflix First）が担当していた。当時のNetflixはDVDレンタルサービスが事業の中核を占めており、「Netflixオリジナル作品」はレンタル独占買付の意味合いも強く含まれていた。2008年7月22日、NetflixはREE社の閉鎖を発表した。
Netflixが単独で製作発注した初の作品は、2013年公開の政治ドラマ『ハウス・オブ・カード 野望の階段』である。以降、Netflixオリジナル作品の本数は急激に増大し、2016年時点で126本のオリジナルテレビ番組・映画が配信された。この本数は、アメリカ国内のテレビネットワーク局やケーブルテレビ局をも凌駕するものである。
2022年11月10日、2023年初頭に初のライブ番組を世界配信することを発表。第1弾はアメリカの人気スタンダップコメディアンであるクリス・ロック司会の『クリス・ロックの勝手に激オコ』を同年3月にメリーランド州ボルティモアから生配信した。

##### Netflixオリジナル作品一覧
オリジナル作品は映画、TV番組、スタンドアップコメディに分けて以下で説明されている。
継続中のオリジナルTV番組の一覧は

終了したオリジナルTV番組の一覧は

地域限定の独占配信TV番組のよび映画一覧は

オリジナル映画の一覧は

オリジナルスタンドアップコメディの一覧は

##### Netflixオリジナル作品を巡るトラブルと批判
2017年
- 3月に配信公開したテレビドラマシリーズ『13の理由』において、登場人物が自殺するシーンに対して批判が集まったほか、アメリカ児童青年精神医学会はドラマ公開後に10代の自殺が急増したと指摘する調査結果も後日公表される事態となった。これらの批判を受けて、Netflixは2019年に該当シーンを削除する措置を行った[137][138]。

2018年
- 9月1日、ドキュメンタリー番組『ダークツーリスト』にて、日本の福島県を取り上げたが、一般の食堂で出された料理に「被曝食材かもしれない」とコメントし、場所も示さないままツアーを断念せざるを得ない高い放射線を検出した、などの内容での放送だった。これらはインターネット上や海外メディアでも取り上げられたため、福島県庁と復興庁が、風評被害を煽るかのような表現に対応するため検討[何の?]を始めた、と報道された[139]。

2020年
- 5月、日本のリアリティ番組『テラスハウス』（Netflixとフジテレビ、イースト・エンタテインメントによる共同制作）に出演していたプロレスラーの木村花が死亡する事件が発生した。木村は生前インターネット上において、番組演出についての誹謗中傷に悩んでいたと報じられており、制作のあり方について批判が集まる事態となった。これらを受けて、Netflixとフジテレビは同番組の制作を中止したことを発表した[140][141][142][143]。
- 11月から配信されているテレビドラマシリーズ『ザ・クラウン』のシーズン4において、同作品に登場しているイギリス王室のシーンが「事実のように捉えられてしまう」との意見が出て、イギリス国内において論争となり、同国政府からも批判が出る事態となった。イギリス政府はNetflixやAmazon Prime Videoなどといった動画配信サービスについて、公平性や正確性を担保するための仕組みを導入するなどの規制強化を検討することを2021年6月に発表した[144][145]。なお、同作品については2022年11月配信のシーズン5でもドラマの内容に関しての批判が王室関係者などから相次ぐ事態となっている[146][147]。

2021年
- 6月にベトナムで配信を開始したオーストラリアのテレビドラマシリーズ『パイン・ギャップ』において、中国が南シナ海の領有権を宣言し、一方的に主張している海上境界線「九段線」を描いた地図が登場したため、ベトナム国内で強い反発が起き、同国政府からの強い抗議を受けた。それを受けて、Netflixは同国内において、同作品の配信を中止した[148][149]。同年11月にはフィリピン政府も同様の理由で一部シーンの削除を指示したため、該当シーンを含む2話の配信を取り止めた[150]。
- 9月、韓国ドラマ『イカゲーム』（Netflixとサイレンピクチャーズの共同制作）において、同作品で使用された電話番号がドラマとは無関係の第三者が実際に使用しているものであったため、番組を見た視聴者が好奇心目的で終日メールや電話をかけており、当事者が迷惑していると報じられた。同年10月、Netflixは該当場面を差し替えることを発表した[151][152][153]。この他にも、別のシーンで制作スタッフが実際に使用している銀行の口座番号も表示されたため、一部の視聴者が送金を試みたり、同作品を視聴したイギリスの子供達が学校において過激な遊びを真似するケースが続出しているとして、同国の一部自治体が同作品を子供が視聴することを控えるよう強く要請するメールを保護者らに配信する騒動も起きている[153][154][155]。
- 9月、韓国ドラマ『D.P. -脱走兵追跡官-』において、出演者がアルバイト先のコンビニエンスストアにおいて、賞味期限切れの商品を棚から片付けた時に店主が怒る場面を撮影した際、セブン-イレブンのロゴが使用されたため、問題になった。韓国の現地法人である「コリア・セブン」（ロッテグループ傘下）は「ブランドイメージを損なう」と指摘し、該当シーンの修正などを要求したため、Netflixと制作会社はセブン-イレブンのロゴをCGで修正することを明らかにした[156]。
- 10月、コメディアンのデイヴ・シャペルの『デイヴ・シャペルのこれでお開き』で披露したジョークがトランスジェンダーを侮辱しているとして、LGBTコミュニティなどから厳しい批判を受けた[157]。番組内でデイヴ・シャペルは「俺はTERFだ」と発言し、トランスジェンダー女性の体を笑うトランスフォビアな冗談を続けた[157]。これに対してNetflixのテッド・サランドス共同最高経営責任者は、物議を醸した番組の配信を決めた自社の判断を擁護した[158]。一方で同社は10月11日、抗議のために幹部会合に押し掛けたトランスジェンダーを含む社員3人を停職にしたと報道された[158]。『親愛なる白人様』で脚本とプロデューサーを担当したトランスジェンダーのジャクリン・ムーアはNetflix向けの仕事はもうしないと発言した[158]。

2022年
- 1月に中東諸国にて配信を開始した映画『親愛なる7人の他人』（イタリア映画『おとなの事情』のアラビア語リメイク版）において、イスラム教で禁忌とされる同性愛を容認するような場面があることから問題視され、スンニ派の最高権威であるアズハル機関を始めとする宗教界やサウジアラビア、クウェートなどから批判を受けたり、出演者のSNSに誹謗中傷の投稿が集まる事態になった[159]。
- 6月、テレビドラマシリーズ『The Chosen One（原題）』のロケーション撮影で移動中に自動車事故が発生。俳優2人が死亡し、複数の出演者とスタッフが負傷したため、該当ドラマを制作していた制作会社は撮影を中断していると報じられた[160]。
- 9月、韓国ドラマ『ナルコの神』において、南アメリカのスリナムが麻薬と暴力がはびこる腐敗した国として描かれているが、同国外交・国際協力長官のアルバート・ラムディンは「スリナムのイメージ改善のために努力してきたが、『ナルコの神』によって再び不利な状況に置かれた」として、Netflixや韓国政府などに抗議すると共に法的措置も検討していることを同月13日に明らかにした[161][162]。
- 10月、韓国ドラマ『シスターズ』において、出演者がベトナム戦争について言及している部分がメディア・映画の関連法に違反している疑いがあるとして、ベトナム政府が同国内での配信停止を要請していることが報じられた[163][164]。これを受けて、Netflixは同月6日にベトナム国内での同作品の配信を停止すると共に制作社であるスタジオドラゴンも同月7日に謝罪コメントを発表した[165]。
- 10月、日本のドラマ番組『極悪女王』を撮影中に出演者のゆりやんレトリィバァが負傷し、一部の撮影を延期していることを同月27日にNetflixの公式サイトで発表した。Netflixは「今後も同作の制作において万全の体制を整えて作品と向き合ってまいります」とのコメントを出している[166][167]。

2023年
- 1月、『イカゲーム』のリアリティ番組版である『イカゲーム:ザ・チャレンジ』をイギリスにて収録中に複数名の負傷者が発生したことが報じられた[168][169][170][171]。同年2月には制作会社に対して、被害者による集団訴訟が行われることも示唆されている[172]。
- 4月、婚活リアリティー番組『ラブ・イズ・ブラインド』のライブ配信を行うことを告知していたが、技術上の不具合により、番組開始予定時刻から約90分後に配信自体を中止し、謝罪コメントを出した[173][174]。
- 4月、オリジナル映画『ヒッチハイカーKAI:手斧のヒーロー、その光と影』の中に登場する殺人犯（受刑者）とは無関係である別の人物の写真が無断で使用され、風評被害などを受けたとして、アメリカ・ケンタッキー州在住の男性がNetflixを相手取り、100万ドル（日本円で約1億3380万円）の損害賠償を求めて、提訴したことが報じられた[175]。
- 4月、ドキュメンタリードラマ『アフリカン・クイーンズ:クレオパトラ』において、クレオパトラ役を黒人俳優が演じているが、エジプト考古学者から「（クレオパトラは）黒人ではなく、明るい肌の色だった」と批判したほか、「エジプト人のアイデンティティーを消そうとしている」として、エジプトの弁護士がメディア法違反の疑いで検察当局に苦情を申し立てる事態になった[176]。

2024年
- 1月、インドの料理映画『Annapoorani: The Goddess of Food（原題）』において、ヒンズー教の司祭の娘がインド最高のシェフを目指すために菜食主義を止めたり、イスラム教徒の男性との間で恋に落ちるという設定がヒンズー教活動家を中心に反発し、配信停止を求める運動まで発生した。これを受けて、Netflixは同月11日午後までに同作品の配信を停止した[177]。

2025年
- 2月、エズラ・エデルマン監督が制作し、配信予定だったプリンスのドキュメンタリー番組について、Netflixはお蔵入りにすることを発表した。同番組を巡ってはプリンスによる身体的及び精神的虐待疑惑について、取り上げる内容だったとしており、物議となっていた[178]。

#### 映画の定義
Netflixではジャンルとして『映画』（Movies）と『テレビ番組・ドラマ』（TV Shows）を定義しており、ほとんどの作品はそのいずれかである。『映画』のうちNetflixオリジナル作品はアメリカのテレビ業界における『テレビ映画』に対応し、「シリーズではなく一話のみからなる作品」であり、その大部分は劇場公開されず配信のみである。複数話からなる作品はほぼすべて『テレビ番組・ドラマ』となる。ある国では劇場公開された映画が、Netflixでは複数話に分割されて『テレビ番組・ドラマ』となる場合もある。
Netflixはオリジナル映画を映画祭に出品することがあり、2017年には、劇場公開映画を対象としてきたカンヌ映画祭で審査対象から除外すべきか議論が起き、2018年からは規則改正によりNetflix作品が事実上追放された。また、Netflixのオリジナル映画の中には、テレビ番組を対象とするエミー賞のテレビ映画部門に応募するもの（A Very Murray Christmasなど）もあり、テレビ番組と映画を明確に分ける賞の仕組みを揺るがせている。
2019年、スティーヴン・スピルバーグはアカデミー賞からNetflix映画を除外する運動を起こした。2019年現在アカデミー賞はロサンゼルス郡内で最低一つの商業劇場が1日3回以上の上映を7日間行っただけでエントリー資格が得られ、上映初日以降は配信してもその資格は失われない。大手の映画館チェーンは映画の劇場公開から90日以内でネット配信される作品の上映をボイコットしており、スピルバーグはアカデミー賞のエントリー資格もこれに沿うことを求めた。劇場上映開始後3週間程度で配信された『ROMA/ローマ』のような作品（後述）は、プライムタイム・エミー賞のテレビ映画部門で扱うべきだと発言した。しかし、2019年4月23日、アカデミー賞委員会はこのようなNetflixに不利な規定変更は行わないと決定した。

##### 映画館での劇場公開
Netflixのオリジナル映画をプロモーションの一環として、あるいは映画祭や映画賞の審査基準を充たすために、短期間の劇場公開を行うこともある。
日本の漫画作品を原作とした『BLAME!』はNetflixオリジナル映画であるが、アニメのファンを増やしていきたいNetflixの意向もあり、プロモーションを兼ねて日本国内のみNetflixの配信開始日から2週間の期間限定で劇場公開された。
第91回アカデミー賞外国語映画賞を受賞した『ROMA/ローマ』はNetflixでの配信の3週間前から限定された劇場のみで公開されてエントリー資格を得たが、その興行収入は製作費の13%程度にしかならなかった。
2022年10月、同年12月に配信公開予定の『ナイブズ・アウト: グラス・オニオン』はNetflixでの配信に先駆けて、同作品をアメリカの大手映画館チェーンであるAMCとリーガルシネマ、シネマークの約600館にて、感謝祭の連休期間（同年11月23日から同月29日）に期間限定の劇場公開を行うことで合意した。Netflixの作品が同サービスでの配信前にアメリカの3大映画館チェーンで同時上映されるのは史上初めてとなる。
外部会社が劇場公開をめざして映画を製作したのちに、Netflixが全世界あるいは一部の国での独占配信権を購入し、Netflixオリジナル映画として独占配信する場合も多い。この場合、独占配信権を獲得していない国では劇場公開される場合もある。

### 機能

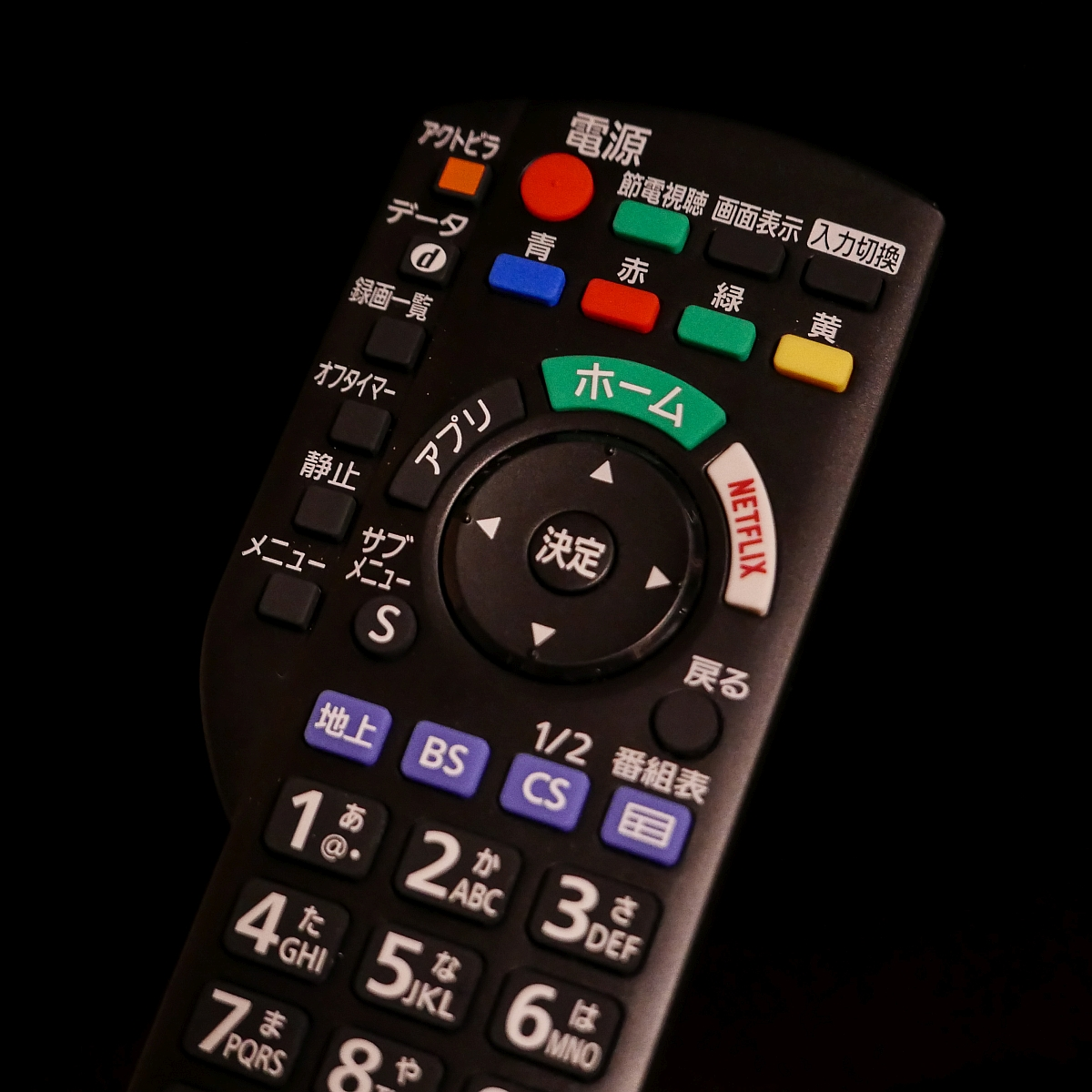
専用ボタンが搭載されたリモコン（パナソニック CX800）

#### 対応機種
日本への参入では、Netflixが"対応するテレビのリモコンに専用ボタンを設けるように"という規定を設けており、2015年から東芝、パナソニックなどの一部機種が対応した。また電源がオフでも、専用ボタンを押すとテレビが起動するようにもNetflixにより定められている。一部のコンテンツは4Kでも配信されており、同様の配信サービスである「ひかりTV 4K」や「4Kアクトビラ」、CS放送の「スカパー!4K」と同じ、H.265（HEVC）でエンコードされる。
また、他国でのサービスと同様に、パソコン（Windows 8.1、Windows 10、Windows 11）、スマートフォン・タブレット（iOS、Android、Windows Phone）、ゲーム機（PS3・PS4・PS5、Xbox 360・Xbox One・Xbox Series X/S、Wii U）、セットトップボックス（Apple TV（第3世代以降）、Chromecast、Android TV、Fire TV、Fire TV Stick、Air Stick）、Netflix対応BDプレーヤーなどのメディアプレーヤー（2015年以降発売の対応製品）等でも視聴ができる。
なお、iOS版アプリを巡ってはこれまでAppleが自社の課金システムを通じた決済しか容認してこなかったことやアプリ内課金で高額の手数料を同社が徴収してきたことを背景として、2018年末以降はブラウザーから直接NetflixのWebサイトにアクセスして登録の手続きを行う必要性があった。しかし、2021年9月に日本の公正取引委員会との協議により、Appleが条件付きで外部の課金システムを世界一律で容認したことから、NetflixのiOS版アプリからNetflixの公式サイトに移動した上で登録の手続きが出来るようになった。

#### レコメンド機能
レコメンド機能は、個人視聴履歴だけでなく、オリジナルのアルゴリズムを活用することで、世界各国ではユーザーの75％がレコメンド結果から視聴している。

#### プロフィール
一つのアカウントに対して複数のプロフィールを設定することができ、言語や対象年齢などを定義することができる。視聴できる作品のリストは、これらの設定によって変化する。例えば、日本での配信権を獲得した作品でも、日本語化がされていないものはプロフィール言語が日本語の場合はリストにも現れない。

## オンラインDVDレンタル

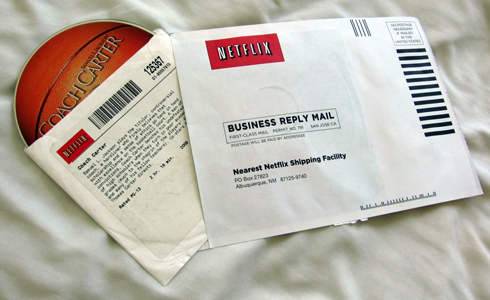
Netflixから送られてくるDVDの入った封筒。

2023年4月18日、利用者の減少を受けて事業を終了することを発表し、同年9月29日付けで終了した。
オンラインでのDVDレンタルサービスを事業とすることを思いついたのは創業者のヘイスティングスで、かつて彼が『アポロ13』のビデオテープをレンタルした際、返却期限に間に合わず40ドルの延滞料金を支払った経験がきっかけとなっている。
1998年、ウェブサイトによるDVDレンタルサービスを世界で初めて開始。当初扱っていた作品数は925タイトルで、1週間レンタルにつき4ドル、送料・手数料として2ドル（追加でレンタルする場合はさらに1ドル）を支払う仕組みになっていたが、1999年9月、定額制のレンタルサービス「マーキー・プログラム」を開始。月額15ドルでDVDを本数制限なしにレンタルできるこのサービスは、延滞料金、送料・手数料が全て無料という当時としては画期的なアイデアだった。
以降、ウォルマートなどのライバル企業が同様のサービスで参入したが、2012年にキオスク型でのレンタル事業を展開するレッドボックスに明け渡すまで、DVDレンタル業界1位の座を守り抜いていた。この年には本社を、現所在地のロスガトスに移している。
ウェブ上からQUEUE（キュー）と呼ばれるレンタル希望一覧リストに登録すると、指定した宛先にDVDが配送されるシステムになっている。キューには借りたい作品を200タイトルまで登録しておき、レンタル可能な作品のうち、リスト上位にある作品が配送されるのが一般的である。DVDは不織布のカバーに入って紙の封筒で届くため、破損することもあるが、その場合は送り返すだけで弁償する必要はない。返却はポストに投函することになる。
2023年9月29日、最後のDVDレンタルの発送が完了したことをX（旧・Twitter）の公式アカウントにて報告した。レンタル用DVDの在庫を一掃する目的でNetflixは最後のDVDレンタルのリクエストに限り、最大10枚までの注文を可能にすると共に返却についてもしなくても良いことを発表した。